# Juan González de Mendoza
Juan Pedro González de Mendoza, O.S.A. (Torrecilla en Cameros, La Rioja, 1545 - Popayán, Colombia, 16 de febrero de 1618) fue un prelado agustino, sacerdote, explorador, historiador y escritor español. Obispo de Lipari, Chiapas y Popayán.

## Biografía
Hijo de Pedro González y de Francisca Gómez, una familia empobrecida quizá de la baja hidalguía, no nació en Toledo, como afirmaba el cronista Gil González Dávila, sino en Torrecilla en Cameros (La Rioja) y a los diecisiete años (1562) marchó a México con un tío suyo. Entró en contacto con los agustinos, y profesó el 24 de junio de 1565 en el convento de San Agustín de México. Cursó los estudios debidos y residió la mayor parte del tiempo en el convento de Michoacán, un lugar de paso para misioneros, viajeros y exploradores, que iban hacia Asia mayor o volvían de ella (el llamado tornaviaje, peligroso no solo por la magnitud de recorrido, los tifones, los motines y el escorbuto, sino también por los piratas del mar de China), y en el cual diversas órdenes regulares competían por evangelizar Asia, en especial agustinos y jesuitas. De este modo, Mendoza fue recogiendo datos de interés, en especial de la China, los cuales luego unió en el libro que le dio reconocimiento. 
En 1574 se trasladó a España en compañía del provincial agustino de las Filipinas, el muy notable por todos los conceptos padre Diego de Herrera, llegado un año antes a México desde Filipinas para reclutar misioneros, pero también con la cristiana idea de impedir la "guerra justa" contra los aborígenes filipinos, para lo cual Herrera había redactado un memorial que deseaba presentar al rey donde describía, entre otros pasajes, el lamento a gritos de un nativo contra los españoles:
“[Vi a] un indio subido en una palma [que] a voces decía: "¡Españoles, ¿qué os hicieron o debieron nuestros padres por que nos vengáis a robar?…”.
Herrera lamentaba además que  bastantes encomenderos “mataron mucha gente y cautivaron y vendieron por esclavos, (…) porque dicen que desafiaron a los españoles, aunque en todos ellos no hubo resistencia”. Y el propio Juan González de Mendoza era de esa opinión: "Es más de mi profesión exhortar a la paz que incitar a la guerra”.
Desembarcaron en Sanlúcar de Barrameda (13 de agosto de 1574) y llegó a Madrid el 15 de septiembre del mismo año y entregaron el memorial de protesta de los agustinos contra los abusos en las encomiendas; recibieron a cambio bulas con autoridad para restablecer el "buen gobierno" en las Filipinas y algunos misioneros. En enero de 1575 acompañó al padre Herrera a Sevilla, desde donde este iba a partir a Filipinas con cuarenta misioneros, pero él se quedó en España (en lo que anduvo afortunado, ya que Herrera y su nueva legión de misioneros pereció a los pocos meses en un naufragio cerca de Manila), y marchó a Salamanca, según dijo, para "perfeccionar sus estudios", aunque su nombre no figura en los registros de su universidad. 
Lo nombraron superior del convento de Soria y después del de Granada, y más tarde fue como predicador al convento de San Felipe el Real de Madrid. En 1580 era confesor del presidente del Consejo de Indias, Antonio de Padilla y Meneses, y junto a otros dos agustinos fue elegido por Felipe II, tras el intento anterior de otro agustino, Martín de Rada, para encabezar una nueva embajada al emperador Ming de China con el ruego de que el emperador permitiera a los agustinos predicar el Evangelio en su imperio, establecer una misión e iniciar relaciones comerciales. Partieron de Sanlúcar el 18 de febrero de 1581 y llegaron a México el 6 de junio del mismo año, pero como se retrasaba la continuación del viaje, Juan González de Mendoza regresó a España y desembarcó en Lisboa, donde a la sazón estaba Felipe II (1582). Poco después volvió a Madrid, donde es posible que entonces pusiera en limpio para la imprenta su Historia del reino de la China. En 1584 fue enviado por la provincia de Castilla a Roma, donde asistió como teólogo al cardenal Filippo Spinola; allí alcanzó el magisterio en Sagrada Teología y un año después estaba de vuelta en Madrid para divulgar su famosa Historia de las cosas más notables... de la China, publicada en Roma: Bartholomé Grassi, 1585, que lo transformó en una celebridad internacional ante la demanda de información sobre esa parte tan desconocida del Globo; él mismo se autotitulaba "Cronista de la China", vanidad que le despertó algunos enemigos, aunque poseía la objetividad y el escrúpulo del buen historiador y en 1589 había afirmado haberse “pelado las cejas” estudiando “artes liberales y teología” en una larga apología dirigida al condestable de Castilla, Juan Fernández de Velasco (1550-1613), uno de los lectores más críticos de su Historia de la China, que había escrito una enfurecida Invectiva contra el libro en ese mismo año, nada más se publicó. En la Corte ya el sacerdote Juan de Ovando y Godoy, que era el interlocutor de Herrera y Mendoza en el Consejo de Indias, les había explicado que se había decidido, en "lo que tocaba a la embajada para el rey de la China... como cosa más importante y que requería más tiempo y mayor acuerdo, se difiriera para mejor ocasión”. En 1586 viajó de nuevo a América y desembarcó en Cartagena de Indias, para trasladarse luego a México, donde participó en el Capítulo Provincial (1587).
En 1589 regresó a España, fue a Madrid y en 1592 fue designado por la provincia de Castilla definidor para el Capítulo General que se celebró ese año en Roma, donde aún seguía en 1593; el 31 de mayo de ese año Clemente VIII lo nombró obispo de Lipari (en las islas Eolias de Sicilia), y el 7 de junio fue consagrado obispo en la iglesia de San Agustín de Roma por el cardenal Spínola; aunque es posible que gobernara esta diócesis a través de un vicario, el derecho canónico prescriba que un obispo debía residir en su diócesis y en 1596 se encontraba de nuevo en España. En 1599 tuvo que presentar su renuncia, y el 23 de noviembre ya había un nuevo obispo en Lipari. Felipe III le encargó asistir al arzobispo de Sevilla, el cardenal Rodrigo de Castro, y este lo nombró visitador general de la diócesis. Cuando falleció el arzobispo, fue trasladado a Toledo con la misma misión, asistente, pero del arzobispo y cardenal Sandoval. El papa Pablo V lo nombró el 7 de mayo de 1607 obispo de Chiapas (México) y el 17 de noviembre de 1608 fue trasladado al obispado de Popayán (Colombia), destino difícil en que permaneció diez años y que no resultó de su agrado, ya que manifestó su deseo de regresar a España; sin embargo, falleció allí el 16 de febrero de 1618.
Aunque no llegó a ir a China, como era su deseo, el agustino fray Juan González de Mendoza escribió una importante Historia de las cosas más notables, ritos y costumbres del gran reyno de la China (Roma, 1585), muy reimpresa y traducida hasta la actualidad, influyente en posteriores empeños de esa clase y generadora de una importante y ya inabarcable bibliografía.

## Obra

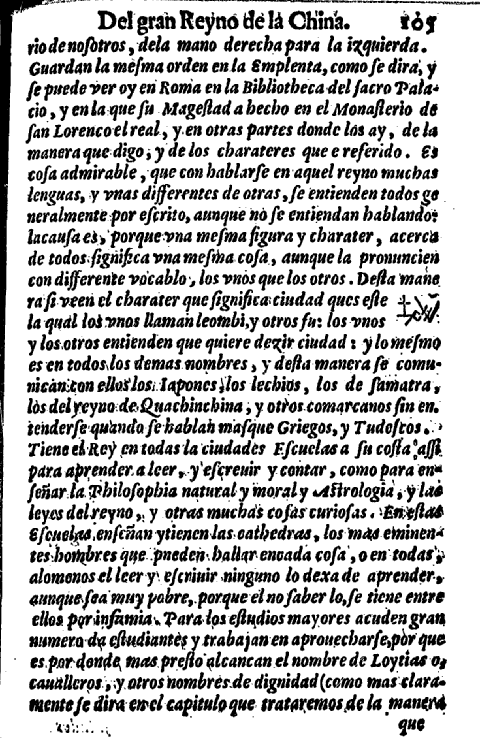
Página de la Historia de las cosas más notables, ritos y costumbres del gran reyno de la China

Publicada en Roma en 1585, su obra Historia de las cosas más notables, ritos y costumbres del gran reyno de la China tuvo un enorme impacto en Europa: se publicaron 38 ediciones en siete lenguas diferentes en los 15 años que siguieron a la editio princeps / primera edición. Determinó el inicio de la sinología moderna y definió la pauta que siguió toda la producción historiográfica sobre China en Europa hasta el siglo XVIII. A pesar de no haber viajado nunca a China, Mendoza pudo incorporar en su obra relaciones manuscritas de viajeros que habían viajado a Asia a través de la ruta transpacífica que había conectado México y Asia en 1565. Tal es el caso de la relación del agustino Martín de Rada sobre la primera embajada española en China en 1575, o el libro de Martín Ignacio de Loyola que relata la primera circunnavegación de las dos completadas por el sobre nieto del famoso Ignacio de Loyola, fundador de la Compañía de Jesús. 
En su libro Mendoza renueva y actualiza el conocimiento sobre China en una época en el que el imaginario sobre el Oriente seguía marcado por la impronta de autores y viajeros medievales como Marco Polo, al cual menciona Mendoza en el principio del libro. Especialmente destacable es el capítulo dedicado a la pesca con cormorán, posiblemente la primera referencia en la literatura occidental de aquel arte de pesca:

Usan en este Reino asimismo una manera de pesca, no de menor industria que la cría de ánades. Tiene el Rey en todas las ciudades, fundadas en riberas de ríos, casas donde se crían cada año muchos cuervos de los que llamamos marinos con que pescan ciertos meses, que son en los que desovan los pescados, de la manera que se sigue. Sacan los cuervos de las jaulas y llévanlos a las orillas de los ríos donde tienen muchos barcos para la pesca, medio llenos de agua y puestos en rueda; luego atan a cada uno de los cuervos con un cordel largo por debajo de las alas, y apretado con un hilo el buche para que no pueda caer en él el pescado, los echan en el agua a pescar, que lo hacen con tanta gana y codicia que pone admiración, porque se arrojan en ella con gran velocidad, y después de estar zambullidos debajo del agua, lo que basta para henchir lo que hay desde el pico hasta el buche de pescadillos, salen y vuelan a la barca con la misma presteza, y echan el pescado que han tomado en ella en el agua, que, como dijimos, está puesta de propósito para que los pescadillos no se mueran, volviéndose luego al punto a pescar de nuevo.
Juan González de Mendoza